# Sadhu Vaswani

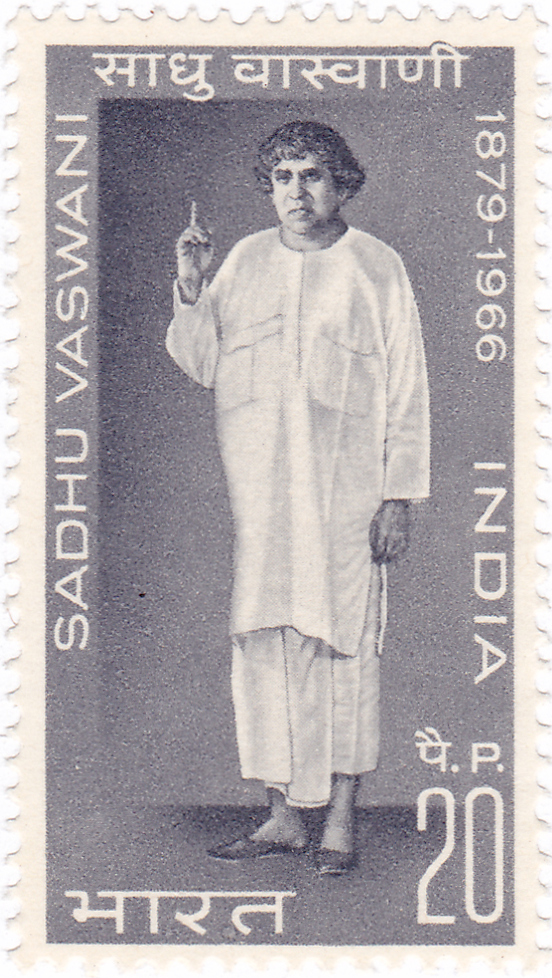
Sadhu Vaswani

Sadhu T.L. Vaswani (Hyderabad Sind, Índia, 25 de novembro de 1879 - Mahasamadhi, 16 de janeiro de 1966) foi um religioso indiano.